# براندون باركلاج
براندون باركلاج (بالإنجليزية: Brandon Barklage)‏ (2 نوفمبر 1986 بسانت لويس في الولايات المتحدة - ) هو لاعب كرة قدم أمريكي في مركز الوسط. لعب مع دي.سي. يونايتد وسان خوسيه إيرثكويكس ونيويورك ريد بولز ونادي سانت لويس وChicago Fire U-23 ‏ وSaint Louis Billikens men's soccer ‏.

## وصلات خارجية
- براندون باركلاج على موقع الدوري الأمريكي (الإنجليزية)
- براندون باركلاج على موقع قاعدة بيانات كرة القدم.إي يو (الإنجليزية)